# Globe (Arizona)
Globe – miasto w Stanach Zjednoczonych, w stanie Arizona, stolica hrabstwa Gila.

## Demografia
W 2008 liczyło 6892 mieszkańców. W 2023 liczba mieszkańców wzrosła do 7179 osób, a gęstość zaludnienia do 153,7 osoby/km².